# Convección del manto

Convención completa en el manto

La convección del manto es el movimiento lento y deslizante del manto de silicato sólido de la Tierra causado por las corrientes de convección que transportan el calor desde el interior a la superficie del planeta.
La litosfera de la superficie de la Tierra cabalga sobre la astenosfera y las dos forman los componentes del manto superior. La litosfera se divide en una serie de placas que están continuamente creándose y consumiéndose en sus límites de placa opuestos. La acreción se produce a medida que el manto se agrega a los bordes de crecimiento de una placa, asociado con la expansión del fondo oceánico. Este material añadido caliente se enfría por conducción y convección de calor. En los bordes de consumo de la placa, el material se ha contraído térmicamente hasta volverse denso, y se hunde bajo su propio peso en el proceso de subducción, generalmente en una fosa oceánica.
Este material subducido se hunde a través del interior de la Tierra. Algo de material subducido parece alcanzar el manto inferior, mientras que en otras regiones, se impide que este material se hunda aún más, posiblemente debido a una transición de fase de espinela a perovskita de silicato y magnesiustustita, una reacción endotérmica.
La corteza oceánica subducida desencadena el vulcanismo, aunque los mecanismos básicos son variados. El vulcanismo puede ocurrir debido a procesos que agregan flotabilidad al parcialmente fundido manto, lo que causaría un flujo hacia arriba de la masa parcial fundida debido a una disminución en su densidad. La convección secundaria puede causar vulcanismo superficial como consecuencia de la extensión intraplacas y plumas de manto.
La convección del manto hace que las placas tectónicas se muevan alrededor de la superficie de la Tierra. Parece haber estado mucho más activa durante el período Hadeano, lo que resultó en una clasificación gravitacional de hierro fundido más pesado, níquel y sulfuros hacia el núcleo, y minerales de silicato más livianos en el manto.

## Tipos de convección
A finales del siglo XX, hubo un debate importante dentro de la comunidad geofísica sobre si era probable que la convección fuese «en capas» o «completa». Aunque los elementos de este debate aún continúan, los resultados de la tomografía sísmica, las simulaciones numéricas de la convección del manto y el examen del campo gravitatorio de la Tierra están empezando a sugerir la existencia de la convección "completa" del manto, al menos en la actualidad. En este modelo, frío, la subducente litosfera oceánica desciende toda desde la superficie hasta el límite entre el núcleo y el manto (core–mantle boundary, CMB) y las calientes plumas se elevan desde el CMB hasta la superficie. Esta imagen se basa en gran medida en los resultados de los modelos de tomografía sísmica globales, que suelen mostrar anomalías de losas y plumas que cruzan la zona de transición del manto.
Aunque ahora está bien aceptado que las losas de subducción cruzan la zona de transición del manto y descienden hasta el manto inferior, el debate sobre la existencia y continuidad de las plumas persiste, con importantes implicaciones para el estilo de convección del manto. Este debate está vinculado a la controversia acerca de si el vulcanismo intraplaca es causado por procesos superficiales del manto superior o por plumas del manto inferior. Muchos estudios de geoquímica han argumentado que las lavas que irrumpieron en las áreas intraplaca son diferentes en composición de los derivadas superficiales de basaltos de dorsales mediooceánicas (mid-ocean ridge basalts, MORB). Específicamente, típicamente tienen elevadas proporciones de 3He /4He. Al ser un nucleido primordial, el 3He no se produce naturalmente en la Tierra. También se escapa rápidamente de la atmósfera terrestre cuando entra en erupción. La elevada relación 3He /4He de basaltos de islas oceánicas (Ocean Island Basalts, OIB) sugiere que deben de proceder de una parte de la Tierra que no haya sido previamente fundida y reprocesada de la misma manera que lo ha sido la fuente MORB. Esto se ha interpretado como de un origen en una región diferente, menos bien mezclada, que se sugiere como el manto inferior. Otros, sin embargo, han señalado que las diferencias geoquímicas podrían indicar la inclusión de un pequeño componente de material cercano a la superficie de la litosfera.

## Forma y vigor de la convección
En la Tierra, el número de Rayleigh para convección dentro del manto de la Tierra se estima del orden 107, lo que indica una convección vigorosa. Este valor corresponde a la convección del manto completo (es decir, la convección que se extiende desde la superficie de la Tierra hasta el borde con el núcleo). En una escala global, la expresión superficial de esta convección son los movimientos de las placas tectónicas y, por lo tanto, tiene velocidades de unos pocos cm/año. Las velocidades pueden ser más rápidas para la convección a pequeña escala que se produce en regiones de baja viscosidad debajo de la litosfera, y más lentas en el manto inferior donde las viscosidades son más grandes. Un ciclo de convección superficial simple toma del orden de 50 millones de años, aunque la convección más profunda puede estar más cerca de 200 millones de años.
En la actualidad, se cree que la convección de manto completo incluye el declive a gran escala debajo de las Américas y del Pacífico occidental, ambas regiones con una larga historia de subducción, y el flujo de emergencia debajo del Pacífico central y África, que presentan una topografía dinámica compatible con el elevamiento. Este patrón de flujo a gran escala también es consistente con los movimientos de la placas tectónicas, que son la expresión superficial de la convección en el manto de la Tierra y actualmente indican una convergencia de grado-2 hacia el Pacífico occidental y las Américas, y la divergencia se aleja del Pacífico central y de África. La persistencia de la divergencia tectónica neta fuera de África y del Pacífico durante los últimos 250 millones de años indica la estabilidad a largo plazo de este patrón general de flujo del manto, y es consistente con otros estudios que sugieren una estabilidad a largo plazo de las regiones LLSVP del manto inferior que forman la base de estos surgimientos.

## Fluencia en el manto
Dado que el manto está compuesto principalmente de olivino {\displaystyle {\ce {((Mg,Fe)2SiO4)}}}, las características reológicas del manto son en gran parte las de olivino. Además, debido a las temperaturas y presiones variables entre el manto inferior y el superior, se pueden producir una variedad de procesos de fluencia, dominando la dislocación en el manto inferior y la fluencia difusional dominando ocasionalmente en el manto superior. Sin embargo, hay una gran región de transición en los procesos de fluencia entre el manto superior e inferior e incluso dentro de cada sección, las propiedades de la fluencia pueden cambiar fuertemente con la ubicación y, por lo tanto, con la temperatura y la presión. En las regiones de fluencia de la ley de potencia, la ecuación de fluencia ajustada a los datos con n = 3–4 es estándar.
La tensión en el olivino no solo aumenta su temperatura de fusión, sino que también es muy sensible al contenido de agua y sílice. La depresión del sólido por impurezas, principalmente de Ca, Al y Na, y la presión afecta al comportamiento de la fluencia y por lo tanto contribuye al cambio en los mecanismos de fluencia con la ubicación. Si bien el comportamiento de la fluencia generalmente se grafica como temperatura homóloga frente a la tensión, en el caso del manto a menudo es más útil observar la dependencia de la presión de la tensión. Aunque la tensión es una simple fuerza sobre el área, definir el área afectada es difícil en geología. La ecuación 1 muestra la dependencia de la presión del tensión. Dado que es muy difícil simular las altas presiones en el manto (1 MPa a 300−400 km), los datos de laboratorio de bajas presiones generalmente se extrapolan a altas presiones aplicando conceptos de fluencia de la metalurgia.

{\displaystyle \left({\frac {\partial \ln \sigma }{\partial P}}\right)_{T,{\dot {\epsilon }}}=\left({\frac {1}{TT_{m}}}\right)\times \left({\frac {\partial \ln \sigma }{\partial (1/T)}}\right)_{P,{\dot {\epsilon }}}\times {\frac {dT_{m}}{dP}}}

La mayor parte del manto tiene temperaturas homólogas de 0.65-0.75 y experimenta tasas de deformación de {\displaystyle 10^{-14}-10^{-16}} por segundo. Las tensiones en el manto dependen de la densidad, de la gravedad, de los coeficientes de expansión térmica, de las diferencias de temperatura que impulsan la convección y la convección a distancia, lo que genera tensiones en torno a una fracción de 3-30MPa. Debido a los grandes tamaños de grano (a bajas tensiones, hasta de varios mm), es poco probable que la fluencia de Nabarro-Herring (NH) realmente domine. Dados los grandes tamaños de grano, la deformación por dislocación tiende a dominar. 14 MPa es la tensión por debajo de la cual domina la fluencia por difusión y por encima de la cual la ley de potencia domina a 0.5Tm de olivino. Por lo tanto, incluso para temperaturas relativamente bajas, la tensión por fluencia difusa funcionaría a una temperatura demasiado baja para condiciones realistas. Aunque la tasa de fluencia de la ley de potencia aumenta con el aumento del contenido de agua debido al debilitamiento, lo que reduce la energía de activación de la difusión y, por lo tanto, aumentando la tasa de fluencia NH, NH en general todavía no es lo suficientemente grande como para dominar. Sin embargo, la fluencia difusional puede dominar en partes muy frías o profundas del manto superior. La deformación adicional en el manto se puede atribuir a la ductilidad mejorada por transformación. Por debajo de los 400 km, el olivino sufre una transformación de fase inducida por la presión hacia la espinela y puede causar más deformación debido a la ductilidad incrementada. Evidencia adicional de la dominancia de la ley de energía se deriva de las orientaciones de red preferidas como resultado de la deformación. Bajo la fluencia por dislocación, las estructuras cristalinas se reorientan hacia orientaciones de menor tensión. Esto no ocurre bajo la fluencia difusional, por lo que la observación de las orientaciones preferidas en las muestras da credibilidad al predominio de la fluencia por dislocación.

## Convección del manto en otros cuerpos celestes
Un proceso similar de convección lenta probablemente ocurra (o haya ocurrido) en el interior de otros planetas (por ejemplo, Venus, Marte) y algunos satélites (por ejemplo, Europa, Encélado).